# Cigánka
A cigánka (ciganka) sertés hashártyába töltött szlovák étel, amely sertés belsőségekből (máj, tüdő, lép, szív, nyelv), vérből, abált szalonnából vöröshagymával és fűszerekkel valamint főtt rizzsel egybekevert alapanyagokból készül. A májtól és vértől a színe sötétbarna, hurkára emlékeztető ízű, illatú és állagú, frissen sütni való húsétel.
A nyesedékeket és a vért vízben megfőzik, majd húsdarálón ledarálják. A jól összekevert húsos masszát sütőben pirosra sütik és frissen fogyasztják.
A cigánkát a disznóvágások során készítik és sült vagy főtt krumplival fogyasztják. Leginkább pecsenyesütőknél és a lacikonyhásoknál árulják és ugyanott fogyasztható is.
A szlovákok sajátos disznótoros ételfélesége volt a cigánka, ami a magyarországi szlovákok letelepedése után terjedt el a XVIII. században.